# Wybuch magazynu prochu w Birgu (1806)
Wybuch magazynu prochu w Birgu – przypadkowa detonacja amunicji w magazynie prochu (polverista) w Birgu w brytyjskim protektoracie Malty 18 lipca 1806 roku. Wybuch nastąpił w wyniku niedbalstwa podczas transportowania pocisków z magazynu, czego skutkiem była detonacja 18 000 kg prochu strzelniczego. Eksplozja zabiła około 200 osób, w tym członków brytyjskiego i maltańskiego personelu wojskowego, oraz osoby cywilne w Birgu. Zniszczone zostały elementy miejskich fortyfikacji, kilka magazynów okrętowych oraz duża liczba budynków. Teren dotknięty katastrofą zaczął być znany pod maltańską nazwą l-Imġarraf („zburzone”).

## Podłoże historyczne
W wieku XVIII i na początku XIX główny magazyn prochu w Birgu mieścił się w kazamatach wewnątrz murów miasta, w pobliżu Porta Marina. Było to działanie improwizowane, gdyż kazamaty nie były przeznaczone do składowania materiałów wybuchowych, lecz praktyka ta była powszechna w tym czasie i proch strzelniczy był przechowywany w kazamatach również w innych miejscach, jak np. fort St. Angelo, fort Ricasoli czy Mdina.
Magazyn w Birgu ulokowany był blisko terenów zamieszkałych przez ludność cywilną, toteż mieszkańcy skarżyli się na niebezpieczeństwo z tego wynikające. Mimo rozpoczęcia przygotowań do znalezienia alternatywnych miejsc, nic nie zrobiono, ponieważ magazyny przeznaczone do przechowywania prochu były wykorzystywane jako koszary lub szpitale wojskowe.
Wybuch w roku 1806 nie był pierwszą tego typu katastrofą, która wydarzyła się na Malcie. 12 września 1634 roku w Valletcie przypadkowo wybuchła fabryka prochu, zabijając 22 osoby i powodując rozległe zniszczenia kościoła Jezuitów i pobliskiego kolegium. W roku 1662 eksplodował, po trafieniu piorunem, proch składowany w bartyzanie na jednej z przeciwstraż Valletty. Nikt wtedy nie zginął.

## Eksplozja, zniszczenia i ofiary
W lipcu 1806 roku wojsko brytyjskie na Malcie przygotowywało amunicję do wysłania na Sycylię, gdzie jej zapasy uległy znacznemu uszczupleniu w związku z zaopatrywaniem oblężonego przez Francuzów garnizonu w Gaecie. 18 lipca artylerzysta garnizonowy bombardier Anderson, wraz z grupą roboczą złożoną z 13 mężczyzn, przygotowywał transport amunicji artyleryjskiej z magazynu w Birgu, wypełnionego do końca 18 000 kg prochu składowanego w 370 beczkach, gotowymi granatami, oraz ich skorupami w ilości 1 600 sztuk.
Anderson używał dłuta do usuwania zapalników granatów, co było niezgodne z instrukcjami, i co o godzinie 6:15 wywołało iskrę, która doprowadziła do olbrzymiej eksplozji. Anderson i pracujący z nim mężczyźni zginęli natychmiast, jak również trzej brytyjscy żołnierze z 39 pułku piechoty oraz 23 żołnierzy maltańskich z 2. Maltese Provincial Battalion. Śmierć dosięgła też od 150 do 200 mieszkańców Birgu, a około 100 innych zostało ranionych przez spadający gruz.
Eksplozja przeraziła mieszkańców Birgu, była też słyszalna w sąsiednich miastach Senglea i Cospicua, jak też w pobliskich wioskach.
Ponieważ magazyn ulokowany był wewnątrz fortyfikacji miasta, część murów „wyleciała w powietrze”, zostawiając olbrzymi wyłom. Porta Marina, jedna z czterech bram miasta, a także mały bastion oraz część muru osłonowego (kurtyny) zostały zniszczone i nie zostały nigdy odbudowane. W wyniku eksplozji uszkodzeniu lub zburzeniu uległy też niektóre części Navy Store Houses (magazynów Royal Navy).
Wygląd Birgu również uległ zmianie w wyniku eksplozji, ponieważ wiele budynków zostało zniszczonych lub zburzonych, tak przez sam wybuch, jak również przez kamienie spadające z bastionów. 493 osoby zgłosiły utratę swojego domu przez eksplozję. Teren, który najbardziej ucierpiał od wybuchu, powoli zaczął być znany jako l-Imġarraf (w języku maltańskim znaczy to "zburzone").

## Następstwa
Zaniedbanie personelu wojskowego, które spowodowało śmierć wielu niewinnych osób, wywołało gniew wielu Maltańczyków. Cywilny Komisarz Alexander Ball raportował:

Ci Maltańczycy, którzy już byli niezadowoleni z rządu, podsycali ogień i spowodowali duże poruszenie przez wyolbrzymianie liczby ofiar, oraz wykorzystując słabość i łatwowierność niższych warstw [społecznych].

Ofiary i ich rodziny otrzymały częściową rekompensatę, a Ball powołał komitet nadzorujący rozdzielanie pomocy. Zobowiązał też rząd do wypłaty pełnej rekompensaty. Początkowo odmawiano tego, ale ostatecznie biedniejsze klasy otrzymywały odszkodowanie odpowiadające dwóm trzecim ich zniszczonej własności, podczas gdy bogatsze klasy otrzymywały połowę wartości swojej własności. W roku 1811 suma 18 066 funtów 5 szylingów 10 pensów została równomiernie rozprowadzona pomiędzy tych, którzy wystąpili o odszkodowanie.
Pewien handlarz winem, nazwiskiem Woodhouse, stracił olbrzymią ilość towaru i, jako rekompensatę, otrzymał rozległe magazyny w byłym więzieniu niewolników w Valletcie.

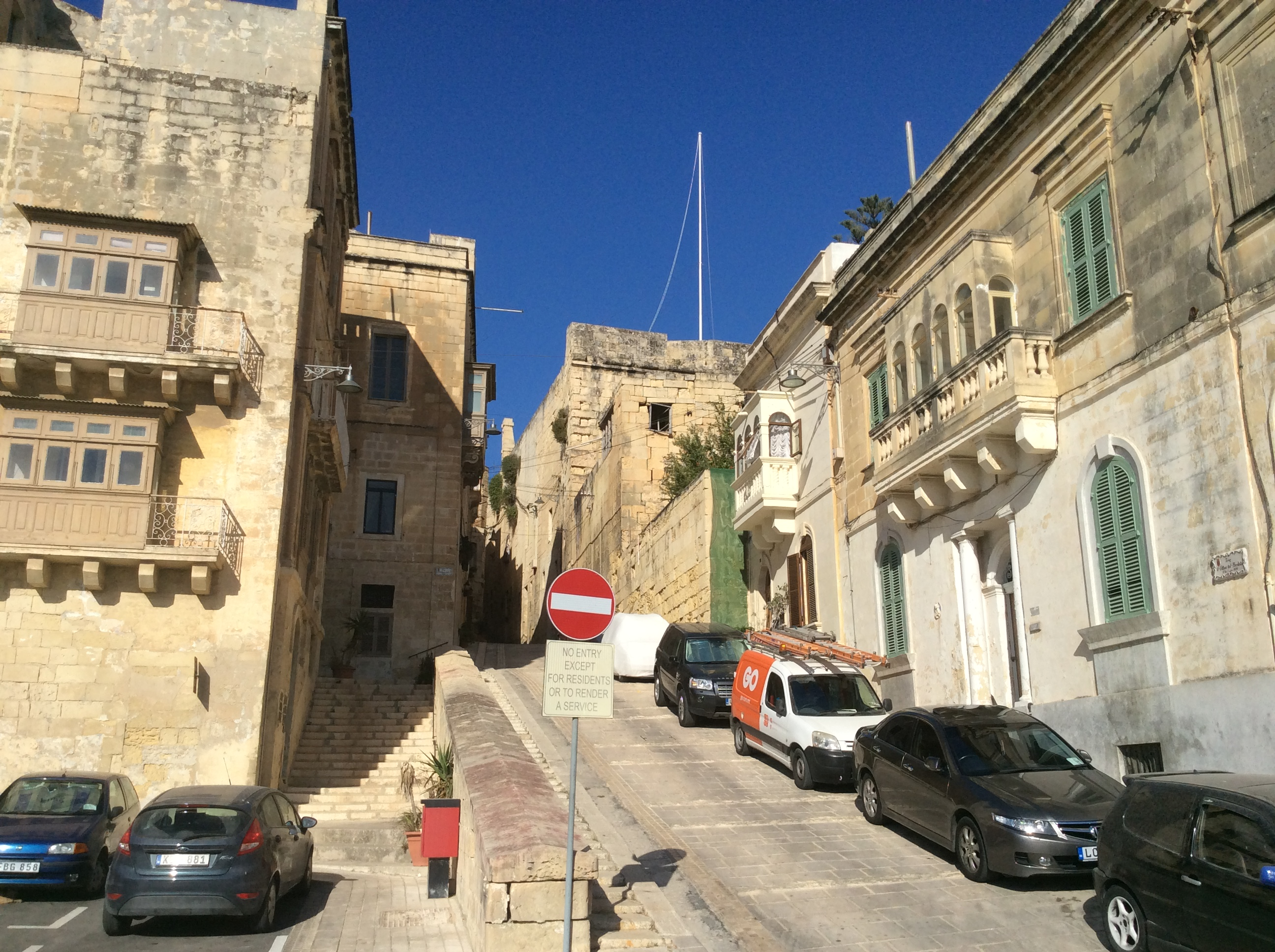
Telgħet il-Vittmi tal-Polverista

Ulica w Birgu, w pobliżu miejsca eksplozji, nosi nazwę Telgħet il-Vittmi tal-Polverista (malt. Ulica Ofiar Magazynu Prochu). W roku 2006, w 200. rocznicę katastrofy, Vittoriosa Historical & Cultural Society umieściło płytę pamiątkową na cmentarzu św. Wawrzyńca (St. Lawrence Cemetery), gdzie pochowana jest większość ofiar.